# كلود سيمونز سينيور
كلود سيمونز سينيور (بالإنجليزية: Claude Simons, Sr.)‏ هو مدرب كرة سلة أمريكي، ولد في 1887، وتوفي في 1943.